# 伊豆國
伊豆國（日语：〔〕／〔〕 Izunokuni */?），日本古代的令制國之一，屬東海道，又稱豆州。伊豆國的領域大約包含現在静岡縣東部的伊豆半島及東京都所屬的伊豆諸島。

## 郡
- 那賀郡（日语：那賀郡 (静岡県)）
- 賀茂郡
- 君澤郡
- 田方郡

## 相關項目
- 日本令制國列表